# Sant Pere de l'Erm
Sant Pere de l'Erm és una església de Sant Martí de Tous (Anoia) protegida com a bé cultural d'interès local.

## Descripció
En resten un absis i dues absidioles. L'absidiola del costat sud és gairebé sencera, amb bandes, arcuacions llombardes i una finestra; la nord és truncada; l'absis també té bandes i arcuacions. S'aprofità com a capella, coberta amb nerviacions gòtiques fetes els segles XIV o XV.
Segons Junyent (CR 1), l'església era d'una nau i creuer (més els susdits absis) i aquesta és l'única part conservada. Afegeix que té una volta central refeta en ogiva, potser substituint una cúpula o la volta de canó anterior.

## Història
Fou erigida per Guillem d'Oló o de Mediona (mort el 1032) i la manca de poblament d'aquest sector feu que no fos acabada l'obra. No tenía ja culte a mitjan segle xix i avui és una barraca de camp.